# Lymantria nobunaga
Lymantria nobunaga är en fjärilsart som beskrevs av Nagano 1909. Lymantria nobunaga ingår i släktet Lymantria och familjen tofsspinnare. Inga underarter finns listade i Catalogue of Life.